# Avenue Émile Digneffe
L'avenue Émile Digneffe est une artère liégeoise.

## Situation et accès
Elle relie la place du Général Leman au pont de Fragnée et au quai de Rome.

## Voies adjacentes
- Place du Général Leman
- Rue de Namur
- Quai de Rome

## Origine du nom
Elle porte le nom d'Émile Digneffe, ancien bourgmestre de Liège et promoteur de l'exposition de 1905.

## Historique
Cette voie a été créée au début du XXe siècle, lors des importants travaux d'aménagements du quartier actuel de Fragnée pour accueillir l'exposition universelle de 1905, permettant l'ouverture d'un grand nombre de nouvelles voiries. 

L'entrée de l'exposition se trouvait sur l'actuelle place du Général Leman, d'où l'avenue (appelée « allée de l'exposition ») menait au pont de Fragnée et sur la rive droite où les pavillons de l'exposition se déployaient dans les actuels quartiers de Fétinne et des Vennes. 
La voie prend en 1937 le nom d'« avenue Émile Digneffe ».

## Bâtiments remarquables et lieux de mémoire
La rue conserve un ensemble de maisons construites au début du XXe siècle, et des immeubles à appartements construits après la Seconde Guerre mondiale (années 1950).
- architecte Victor Bosson : no 56 (maison)
- architecte Maurice Devignée : no 22 (Maison Dubois, 1911), 28, 29 (maisons).
- architecte Ch. Falisse : no 31 (maison).
- architecte Charles Hamal : no 30, 42 (maisons).
- architecte P.J. Lamy : no 38 (maison)
- architecte Alf. Lobet : no 40 (maison).
- architecte Jules Micha : no 36 (maison).
- architecte Joseph Nusbaum : no 33, 45, 47 (maisons).
- architecte H. Schuts : no 12 (immeuble à appartements, 1950).
- architecte Arthur Snyers : no 44 (maison).